# El retrato oval
El retrato oval (en inglés: The Oval Portrait) es un cuento de terror del escritor estadounidense Edgar Allan Poe. Se publicó en el año 1842 y su título original fue La vida en la muerte (en inglés: Life in Death). El cuento trata de las inquietantes circunstancias de un retrato en un château. Es uno de sus relatos más breves, ya que sólo ocupaba dos páginas en su publicación inicial. Este texto, que puede ubicarse en la serie dedicada a las musas muertas, se destaca por la sutil condensación de los motivos: una reflexión sobre el arte, una reflexión sobre el amor y la visión alucinada de un objeto mágico. Se ha dicho que el retrato del cuento remite a un retrato en miniatura de su madre que Poe conservó siempre consigo.

## Argumento
El relato comienza con un narrador herido (la historia no ofrece más explicaciones sobre la razón de su estado) que busca refugio con su criado Pedro en una mansión abandonada de los Apeninos. La mansión era suntuosa y estaba decorada con hermosos tapices y se destacan numerosos cuadros. El narrador pasa el tiempo admirando los cuadros que decoran la habitación en la que descansa; y sobre su almohada encuentra un libro con la descripción y críticas hacia las obras de arte que decoraban el castillo.
Al acercar la vela al libro, se ilumina una parte de la habitación que estaba a oscuras y el narrador descubre de inmediato un cuadro que le había pasado desapercibido, el cual representa la cabeza y los hombros de una joven. El cuadro cautiva inexplicablemente al narrador "durante una hora quizás". Después de reflexionar detenidamente, se da cuenta de que el rasgo cautivador del cuadro es su "absoluta posibilidad de vida". El narrador consulta ansiosamente el libro en busca de una explicación del cuadro. El resto de la historia es una cita de este libro, una historia dentro de otra historia.
El libro describe una trágica historia protagonizada por una joven doncella de "la más rara belleza". Amaba y se casó con un excéntrico pintor que se preocupaba más por su trabajo que por cualquier otra cosa en el mundo, incluida su esposa. El pintor le expresó a su esposa el deseo de retratarla, y ella accedió obedientemente, sentándose "mansamente durante muchas semanas" en su cámara de la torre. El pintor trabajó con tanta diligencia en su tarea que no se dio cuenta de que su esposa se estaba debilitando, ya que ella, que era una esposa cariñosa, continuamente "sonreía y seguía sonriendo, sin quejarse" al ver que él amaba lo que hacía. A medida que el pintor se acercaba al final de su trabajo, no dejaba entrar a nadie en la cámara de la torre y rara vez apartaba los ojos del lienzo, ni siquiera para observar a su esposa. El pintor llegó a enloquecer de pasión hacia su obra, y con cada pincelada le quitaba vida a la modelo que tenía frente. Después de muchas semanas, por fin terminó su obra. Sin embargo, al contemplar la imagen terminada, se sintió horrorizado y exclamó: "¡Esto sí que es la Vida misma!". Después, se volvió de repente para mirar a su esposa y descubrió que había muerto.

## Análisis
La idea central del relato reside en la confusa relación entre el arte y la vida. En El retrato oval, el arte y la adicción a éste se presentan en última instancia como asesinos, responsables de la muerte de la joven. En este contexto, se puede equiparar sinónimamente el arte con la muerte, mientras que la relación entre el arte y la vida se considera, en consecuencia, como una rivalidad. Se toma la teoría de Poe de que la poesía como arte es la creación rítmica de la belleza, y que el tema más poético del mundo es la muerte de una mujer hermosa (véase Filosofía de la composición).

## Publicación

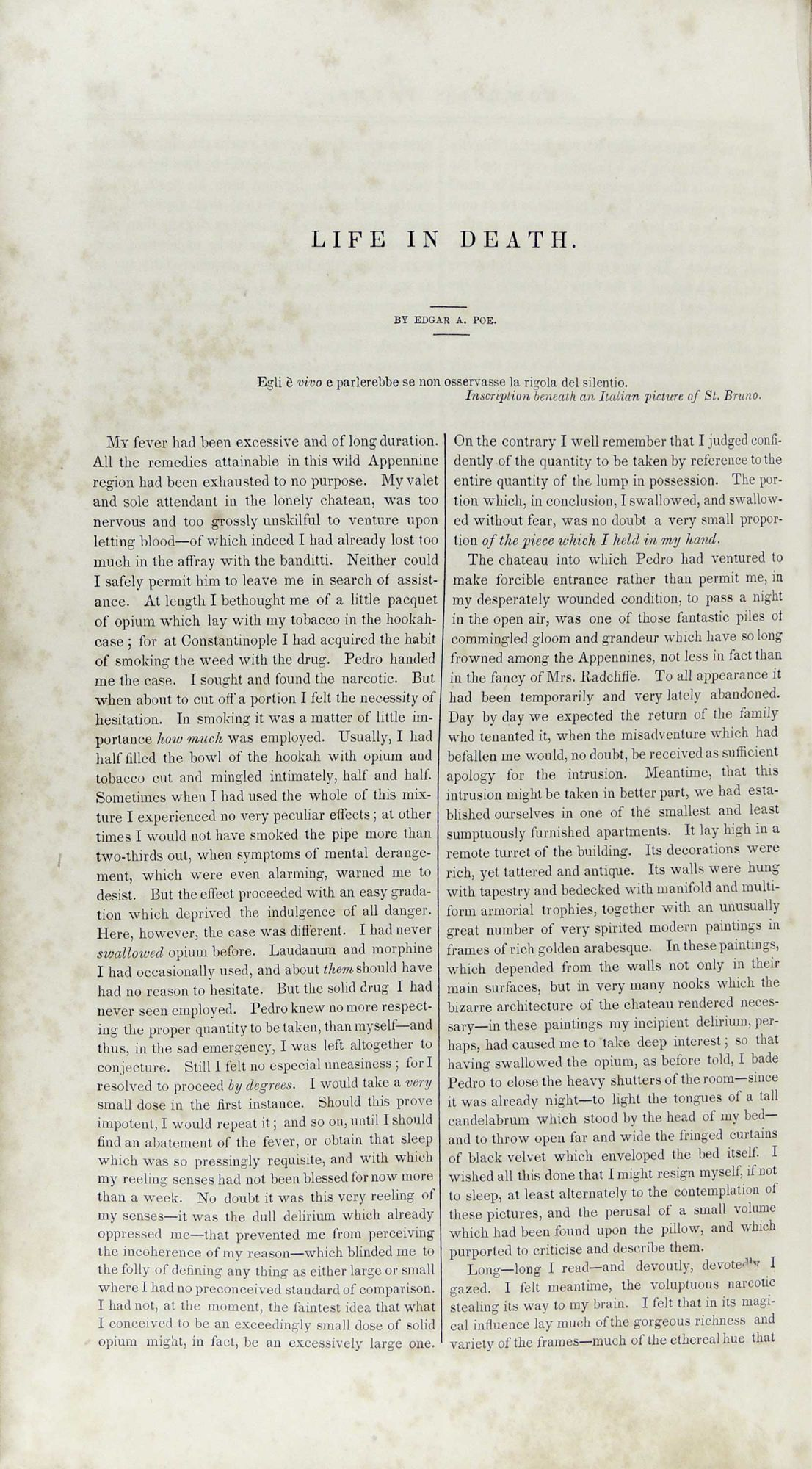
El cuento publicado bajo su nombre original Life in Death en la revista Graham's Magazine. Abril de 1842.

El cuento se publicó por primera vez como una versión más larga titulada La vida en la muerte (Life in Death) en Graham's Magazine en 1842. La vida en la muerte incluía unos párrafos introductorios en los que se explicaba cómo el narrador había sido herido, y que había consumido opio para aliviar el dolor. Poe probablemente suprimió esta introducción porque no era especialmente relevante, y además daba la impresión de que el relato no era más que una alucinación. La versión más corta, rebautizada como El retrato oval, se publicó en la edición del 26 de abril de 1845 del Broadway Journal.: 178 
Posteriormente el cuento sería incluido en Narraciones extraordinarias, una colección de varios de sus cuentos traducidos al francés y publicados por Charles Baudelaire en 1857.

## Recepción crítica e impacto
La historia inspiró elementos de la novela El retrato de Dorian Gray, de Oscar Wilde. En 1886, cinco años antes de la publicación de la novela, Wilde había elogiado la expresión rítmica de Poe.: 178  En la novela de Wilde, el retrato revela gradualmente la maldad de su sujeto más que la de su artista.
Una trama similar se utiliza también en el cuento de Nathaniel Hawthorne de 1843 La marca de nacimiento.
Hay elementos similares en La caída de la casa Usher, como un pintor, su amante/modelo en un lugar remoto y, sobre todo, sus obsesiones por objetos inanimados que están vivos (la casa en La caída de la casa Usher y el cuadro en El retrato oval). En 1928 el cineasta francés Jean Epstein filmó La Chute de la Maison Usher, que combinaba ambas historias. El historietista Richard Corben las combinó en su adaptación de 2012 tras adaptar cada una por su cuenta.